# Pegasus Airlines
Pour les articles homonymes, voir Pegasus.
Pegasus Hava Taşımacılığı
Pegasus Airlines (code AITA : PC ; code OACI : PGT) est une compagnie aérienne à bas prix turque basée à Istanbul. Fondée en 1990 en coentreprise avec Aer Lingus afin d'effectuer des vols charter, elle devient une compagnie aérienne à bas prix en 2005 à la suite du rachat par ESAS Holding.

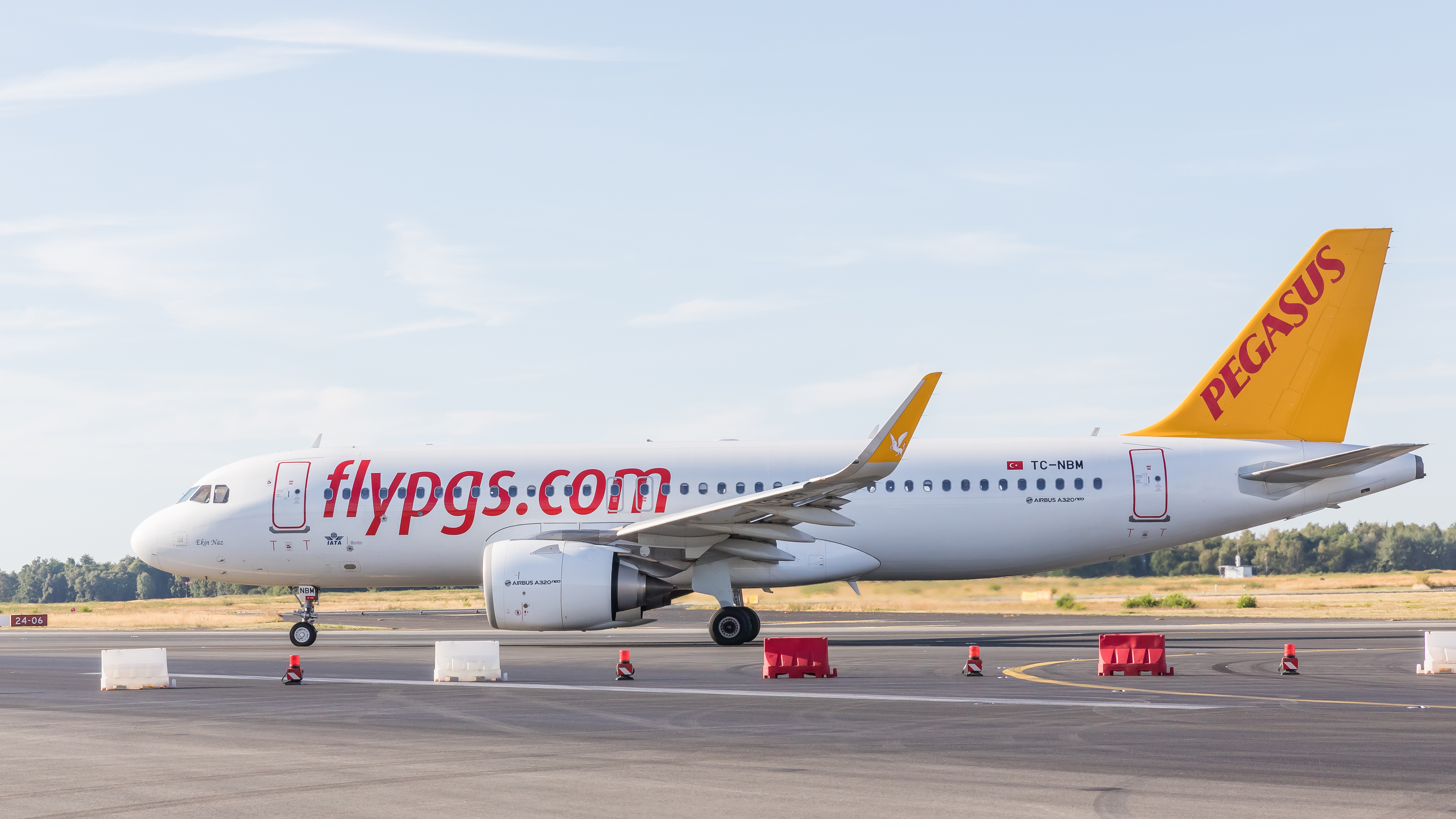
Un A320neo de Pegasus dernière génération à Cologne

## Développement
Le 1er décembre 1989, deux sociétés, Net et Silkar, créent une compagnie charter nommée Pegasus Airlines en partenariat avec la compagnie irlandaise Aer Lingus. Elle commence ses vols le 15 avril 1990 avec deux Boeing 737-400. En 1993, la compagnie ajoute un troisième Boeing 737-400 à sa flotte et loue deux Airbus A320 pendant la saison estivale.
En 1994, Enternasyonal Turizm Yatirim acquiert 85 % du capital. Trois ans plus tard, Pegasus Airlines reçoit son premier Boeing 737-800, et en commande dix supplémentaires en crédit-bail auprès d'ILFC. Elle devient la première compagnie privée de Turquie en nombre de passagers transportés.
En janvier 2005, ESAS Holding prend le contrôle de Pegasus Airlines, et passe cette même année une commande de 12 Boeing 737 pour 800 millions de dollars.
En avril 2007, Pegasus Airlines prend le contrôle d'Izair avec 20 % du capital. Elle devient première compagnie privée de Turquie en nombre de passagers transportés.

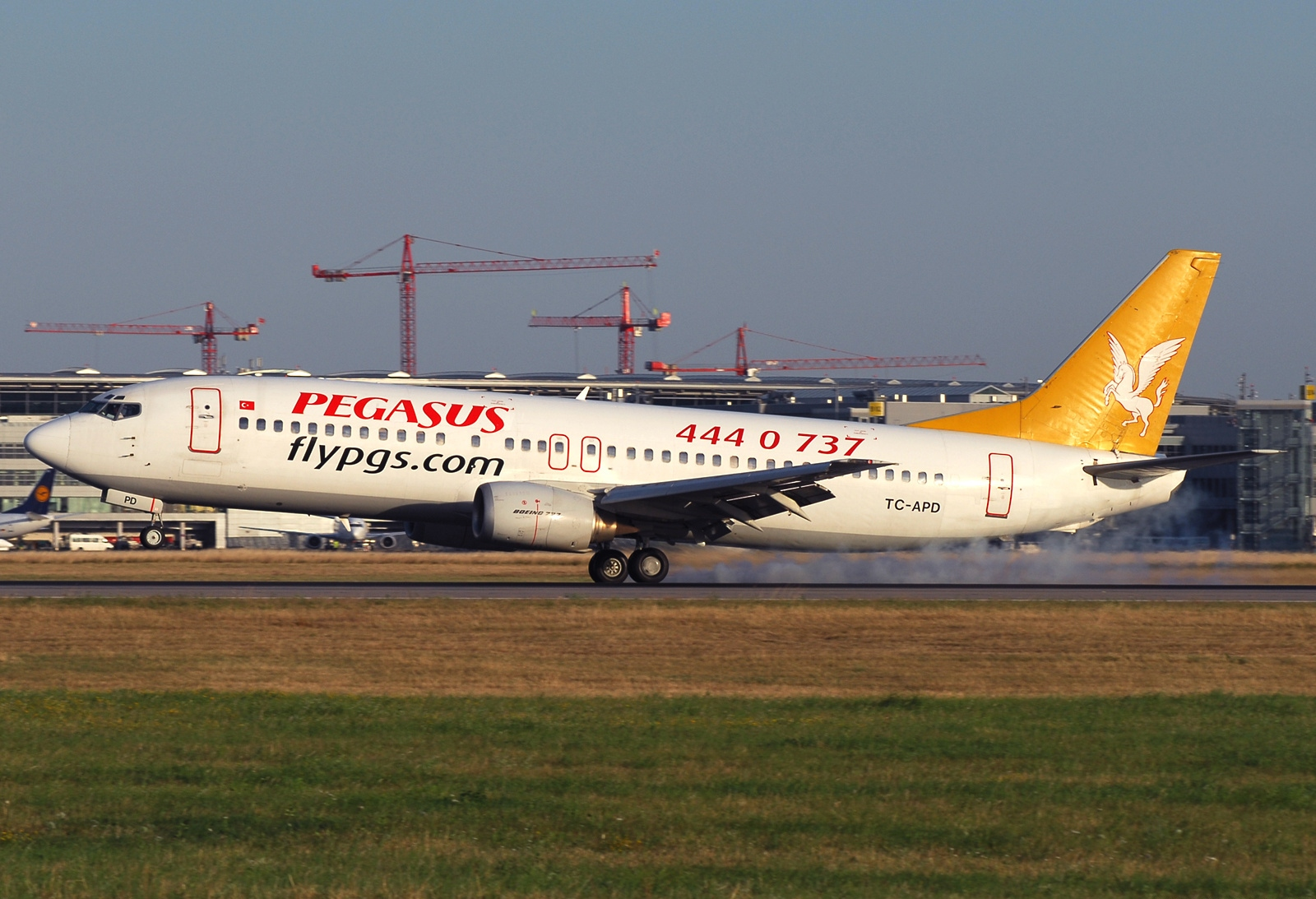
Un ancien Boeing 737-400 de Pegasus Airlines

En avril 2009, la maison mère de Pegasus Airlines, ESAS Holding, est devenue le plus grand actionnaire d'Air Berlin, la deuxième compagnie aérienne d'Allemagne et la cinquième d'Europe, en faisant l'acquisition de 16,48 % de son capital. Depuis septembre 2011, Pegasus et Air Berlin ont établi un accord de « partage de code » pour relier Berlin, Düsseldorf, Cologne et Munich, en Allemagne, à Istanbul, avec des correspondances vers Ankara et Izmir sous la bannière Air Berlin Turkey (vols opérés par Izair). Cette marque sera abandonnée le 31 mars 2013. 
En juin 2012, Pegasus Airlines acquiert 49% de la compagnie kirghize Air Manas.. Le 22 mars 2013, la compagnie opère son premier sol sous le nom Pegasus Asia .
Fin 2012, elle passe une commande de 100 appareils de la famille Airbus A320 NEO (dont 25 options) d’une valeur catalogue de 12 milliards de dollars, les livraisons étant prévues entre 2015 et 2022. La société, deuxième compagnie aérienne du pays, devient le premier client de la version remotorisée de l'A320 en Turquie. C'est la deuxième commande la plus importante passée en Turquie après Turkish Airlines. Elle est également compagnie de lancement de l'A320neo avec le moteur CFM LEAP-1A. Cette commande marque un changement dans la flotte de la compagnie qui n'opérait jusque là que des Boeing 737-800.
Elle génère 45 millions d’euros de bénéfices en 2012 pour 13,6 millions de passagers transportés.

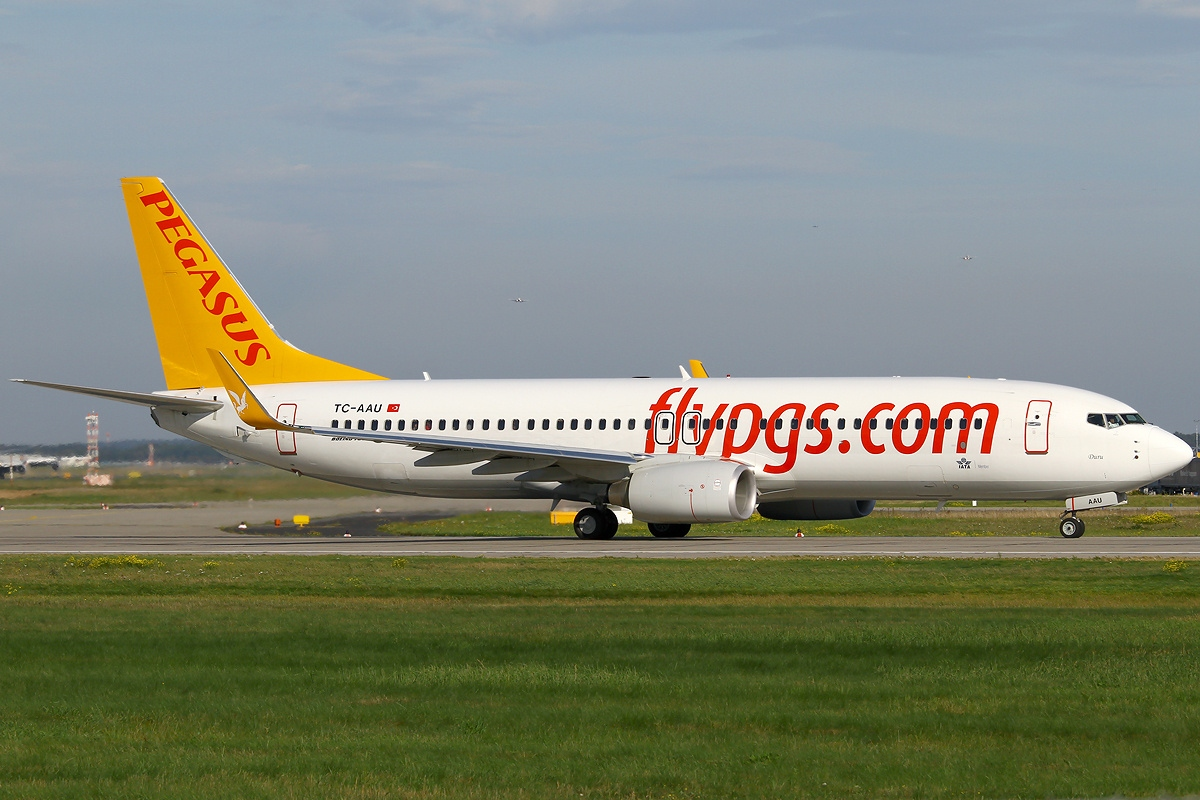
Boeing 737-800

En 2013, la compagnie vend 34.5% de ses actions, l’argent récolté lui permettant de financer sa flotte. 
En décembre 2017, la compagnie turque convertit 25 options de l'Airbus A321neo en commandes fermes venant compléter les 18 autres attendus.

## Accord de partage de codes
- Alitalia
- Azerbaijan Airlines[4]
- KLM[5]

## Destinations
Le réseau de Pegasus Airlines compte 111 destinations à travers 42 pays, avec 35 destinations domestiques et 74 internationales (en octobre 2020).

## Flotte

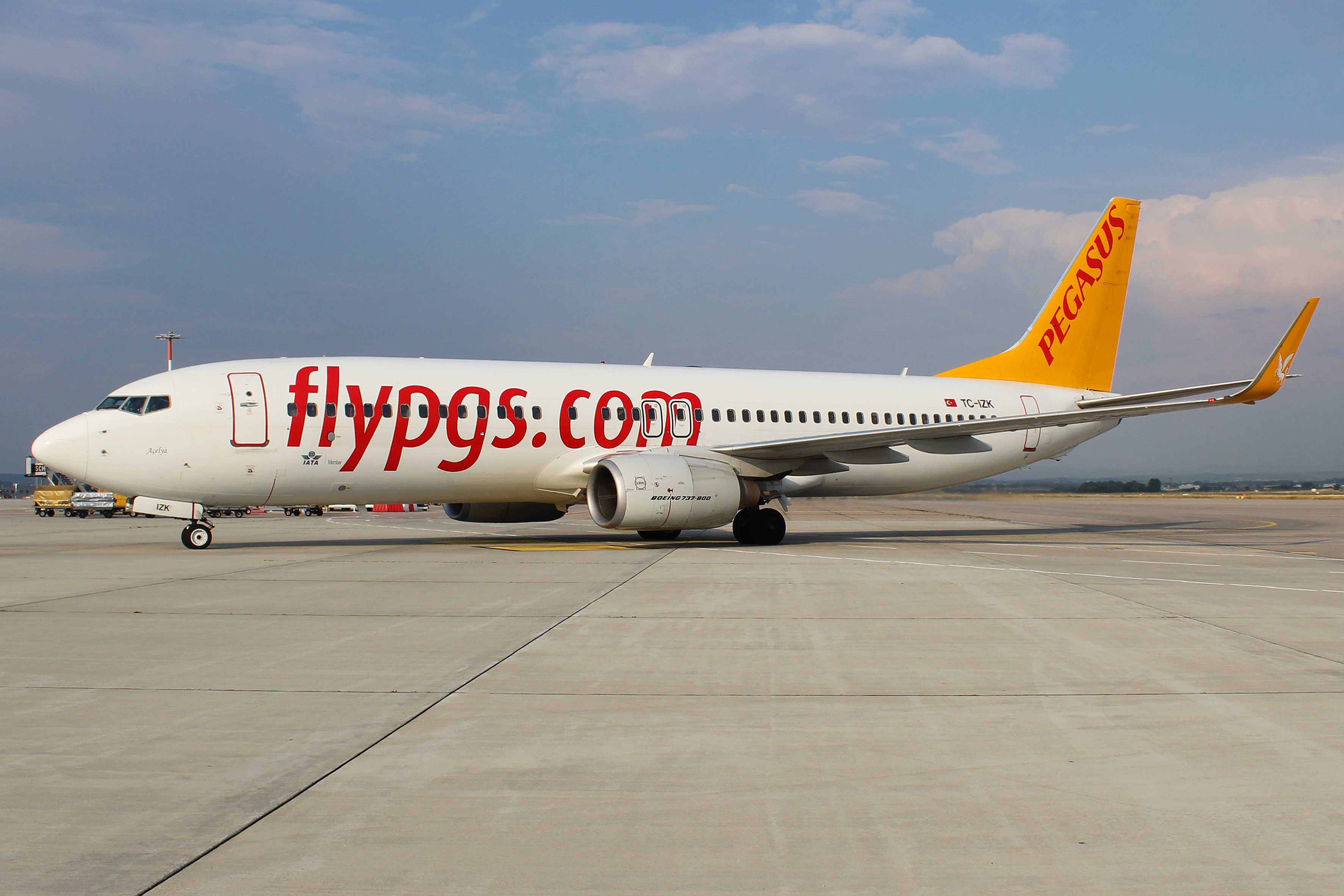
Boeing 737-800 à STR

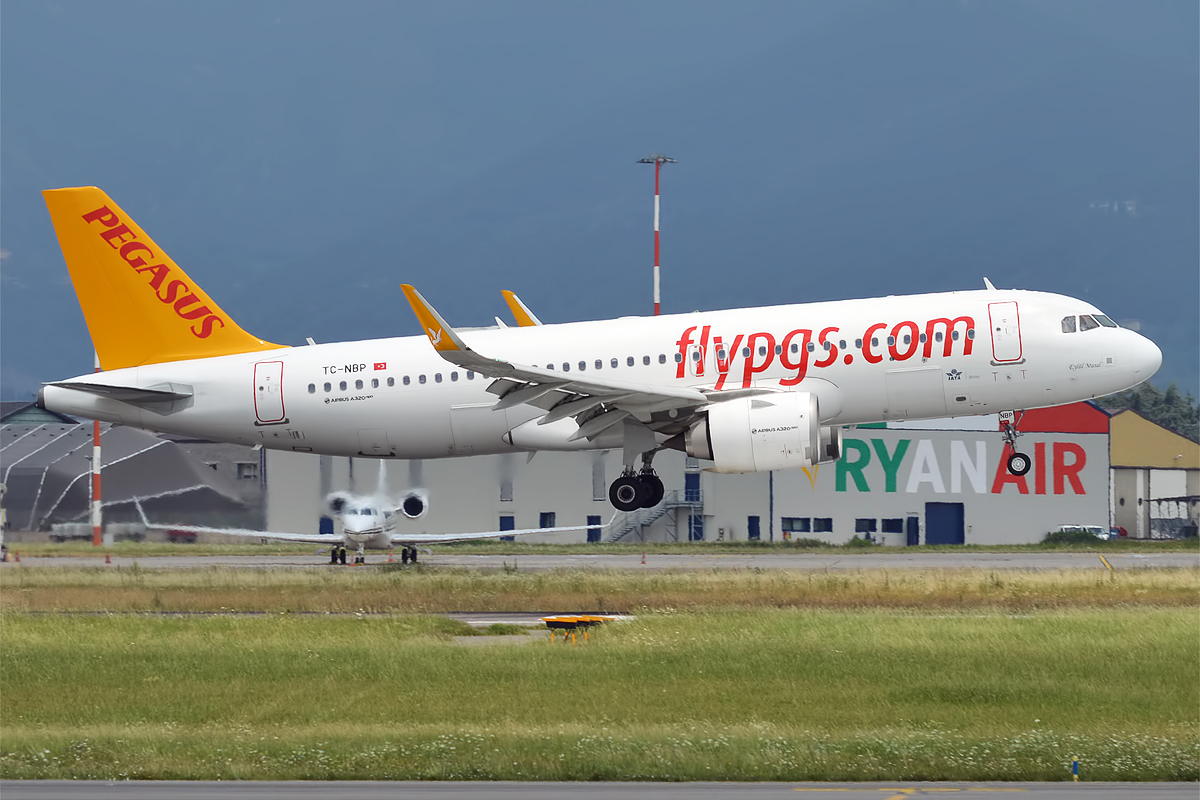
TC-NBP, A320-251N

En juin 2025, les appareils suivants sont en service au sein de la flotte de Pegasus Airlines,:
| Type              | En service | Commandes | Passagers | Remarques                                               |
| ----------------- | ---------- | --------- | --------- | ------------------------------------------------------- |
| Airbus A320       | 9          | —         | 180       |                                                         |
| Airbus A320neo    | 46         | —         | 186       | Livraison 2016 - 2022                                   |
| Airbus A321neo    | 60         | 50        | 239       |                                                         |
| Boeing 737-800    | 9          | —         | 189       | 1. 1 accidenté (vol PC8622) 2. 1 accidenté (Vol PC2193) |
| Boeing 737 MAX-10 | —          | 100       |           | commande avec 100 options supplémentaires               |
| Total             | 124        | 150       |           |                                                         |

## Accidents
- Le 8 février 2014, un avion Boeing 737-800 (Vol 751 de Pegasus Airlines) opérant la liaison entre Kharkiv et Istanbul est victime d’une tentative de détournement par Artem Kozlov, un passager ukrainien qui affirme être en possession d'une bombe. Le passager demande à être transporté par avion à Sotchi, la ville hôte des Jeux olympiques d'hiver de 2014, où la cérémonie d'ouverture était en train de se dérouler. Les pilotes de l'avion éteignent les moniteurs de bord et font croire au pirate de l'air qu'ils se rendent à Sotchi, alors qu'ils atterrissent en réalité à l'aéroport international Sabiha-Gökçen[8] (escortés par deux F-16 de l'armée de l'air turque), où l'homme est arrêté par la police. En 2018, Vladimir Poutine, le président de la fédération de Russie, admettra qu'il avait donné l'ordre d'abattre l'appareil[9].

- Le 13 janvier 2018, un avion Boeing 737-800 (Vol Pegasus Airlines 8622) de la compagnie effectue une sortie de piste après un atterrissage manqué à l'aéroport régional de Trabzon en Turquie en terminant sa course sur le bord d'une falaise près de la Mer Noire. Les 162 passagers et membres d'équipage à bord sont sains et saufs[10].

- Le 7 janvier 2020, un avion Boeing 737-800 (Vol 747 Pegasus Airlines) de la compagnie effectue une sortie de piste à l'aéroport international Sabiha-Gökçen à Istanbul, en raison d'une violente tempête, accompagnée de fortes pluies, qui touchait la ville depuis la veille. Si aucun mort ou blessé n'est à déplorer parmi les 164 passagers de la cabine, l'aéroport doit tout de même fermer deux heures en raison de l'incident[11].

- Le 5 février 2020, un avion Boeing 737-86J (Vol 2193 Pegasus Airlines) de la compagnie effectue une sortie de piste lors de l'atterrissage à l'aéroport international Sabiha-Gökçen à Istanbul, en raison d'une forte pluie, se brisant en trois et faisant trois morts et 179 blessés[12],[13].